# Iglesia de San José (Tiumén)
La Iglesia de San José (en ruso: Церковь Святого Иосифа Обручника) es una iglesia católica en la ciudad de Tiumén en Rusia dependiente de la Diócesis de Novosibirsk. Se encuentra en el 7 de la calle Lenin.
La iglesia fue construida entre 1903 y 1906 por los feligreses de Polonia, gracias en parte a los medios financieros de la familia del magnate de minas de Polonia Alfons Koziell-Poklewski (1809-1890). Las primeras Misas se celebraron en 1904.
Estuvo cerrada durante la era soviética y se utilizó como almacén, club de estudiantes y un gimnasio.Regresó a la comunidad parroquial a principios de 1990 y las ceremonias religiosas se imparten de nuevo a partir de 1993. Celebra su centenario en 2004.

## Véase también

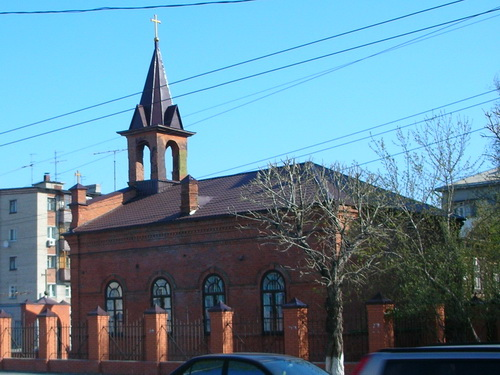
Vista del templo en 2008